# Kap Verdes nationalvåben
Kap Verdes nationalvåben består af to blå og en hvid cirkel med en blå trekant i midten med en brændende fakkel, under trekanten tre blå striber. I bue over triangelen er landets navn på portugisisk. Cirkelen er omkranset af ti stjerner og to palmekviste. De ti stjerner repræsenterer de ti største øer. Trekanten med fakkelen symboliserer national enighed og frihed. 
- Wikimedia Commons har flere filer relateret til Kap Verdes nationalvåben

| Artikelstump | Spire Denne artikel om et rigsvåben eller statsvåben er en spire som bør udbygges. Du er velkommen til at hjælpe Wikipedia ved at udvide den. |